# Volucella violacea
Volucella violacea är en tvåvingeart som först beskrevs av Amédée Louis Michel Lepeletier och Jean Guillaume Audinet Serville 1828.  Volucella violacea ingår i släktet humleblomflugor, och familjen blomflugor. Inga underarter finns listade i Catalogue of Life.